# Metro Cebu

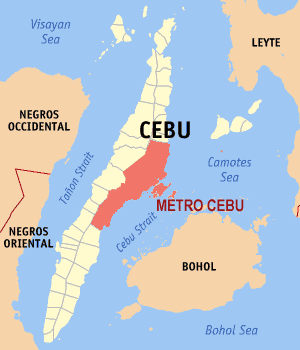
De locatie van Metro Cebu

De metropool Cebu of Metro Cebu is het belangrijkste stedelijke centrum van de provincie Cebu. Het centrum is Cebu City, de oudste stad van de Filipijnen en de hoofdstad van de provincie. Daarnaast omvat de metropool nog 12 omliggende steden en gemeenten. Metro Cebu ligt aan de oostkust van het eiland Cebu ter hoogte en inclusief het eiland Mactan. Het bevat 21,8 procent van het totale land oppervlakte en 60,1 procent van de bevolking (volgens de telling uit 2007) van de totale provincie. Metro Cebu is na Metro Manilla de grootste en meest dichtbevolkte metropool van het land.

## Steden en gemeenten
| Stad           | Inwoners¹ | Oppervlakte (km²) | Inw. dichtheid (per km²) |
| -------------- | --------- | ----------------- | ------------------------ |
| Carcar         | 100.632   | 116,2             | 865,9                    |
| Cebu City      | 798.809   | 315,0             | 2743,1                   |
| Danao          | 109.354   | 107,3             | 1019,1                   |
| Lapu-Lapu City | 292.530   | 58,1              | 5034,9                   |
| Mandaue        | 318.575   | 25,2              | 12651,9                  |
| Naga           | 95.163    | 102,0             | 933,3                    |
| Talisay        | 179.359   | 39,87             | 4498,6                   |
| Gemeente       | Inwoners¹ | Oppervlakte (km²) | Inw. dichtheid (per km²) |
| Compostela     | 39.167    | 53,9              | 726,7                    |
| Consolacion    | 87.544    | 147,2             | 594,7                    |
| Cordova        | 45.066    | 17,15             | 2627,8                   |
| Liloan         | 92.181    | 45,9              | 2007,4                   |
| Minglanilla    | 101.585   | 65,6              | 1548,6                   |
| San Fernando   | 54.932    | 69,4              | 791,6                    |

¹Volgens census van 2007 

## Noot

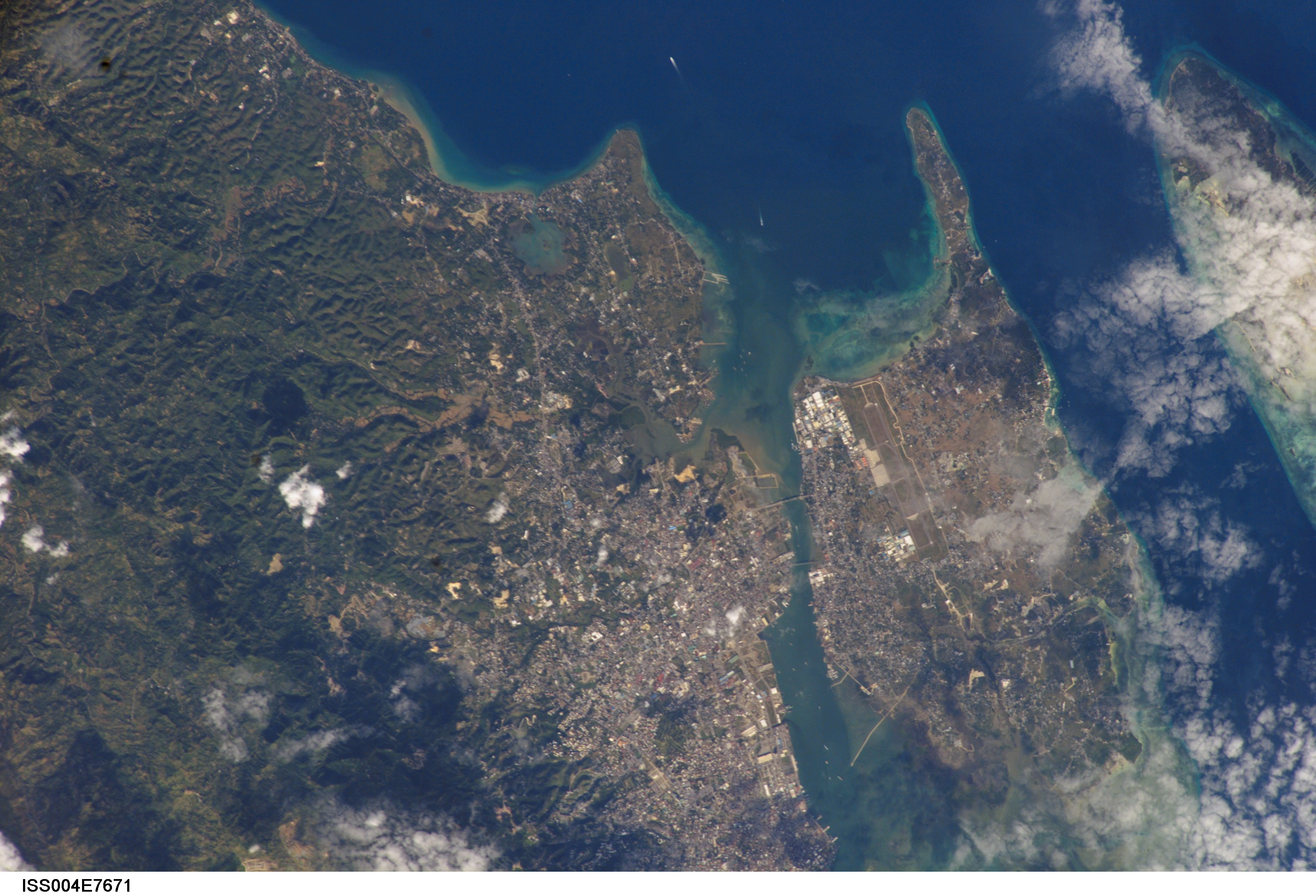
Satellietfoto van Metro Cebu

1. ↑  Inclusief de steden Cebu, Lapu-Lapu en Mandaue